# Huaihe (köpinghuvudort i Kina, Hubei Sheng, lat 32,35, long 113,59)
Huaihe (kinesiska: 淮河, 淮河镇) är en köpinghuvudort i Kina. Den ligger i provinsen Hubei, i den centrala delen av landet, omkring 210 kilometer norr om provinshuvudstaden Wuhan. Antalet invånare är 24 327. Befolkningen består av 11 568 kvinnor och 12 759 män. Barn under 15 år utgör 17,0 %, vuxna 15-64 år 74 %, och äldre över 65 år 7,0 %.
Runt Huaihe är det ganska tätbefolkat, med 239 invånare per kvadratkilometer. Närmaste större samhälle är Xiaolin, 13,0 km öster om Huaihe. I omgivningarna runt Huaihe växer i huvudsak blandskog.
Genomsnittlig årsnederbörd är 1 403 millimeter. Den regnigaste månaden är augusti, med i genomsnitt 195 mm nederbörd, och den torraste är oktober, med 59 mm nederbörd.